# Eddie Wineland
Eddie Wineland (Houston, 26 giugno 1984) è un lottatore di arti marziali miste statunitense.
Combatte nella categoria dei pesi gallo per l'organizzazione UFC, nella quale è stato un contendente al titolo di categoria ad interim nel 2013, venendo sconfitto dal campione Renan Barão; in passato è stato campione dei pesi gallo nelle organizzazioni WEC e Total Fight Challenge.

## Carriera nelle arti marziali miste

### Inizi
Wineland inizia la sua carriera da professionista delle arti marziali miste nel 2003 combattendo prevalentemente in promozioni minori degli Stati Uniti medio occidentali.
Qui non ha un buon inizio e nei primi due anni viene sconfitto ben quattro volte, terminando il biennio con un record personale di 3-4-1.
Dal 2005 avvia una striscia di vittorie che lo mettono in luce come uno dei migliori lottatori del circuito locale dell'Indiana, sconfiggendo ben sette avversari e mai per decisione dei giudici di gara.

### World Extreme Cagefighting
Nel 2006 la prestigiosa organizzazione World Extreme Cagefighting istituì la cintura dei pesi gallo, fino ad allora assente, e scelse come avversario del veterano WEC Antonio Banuelos proprio Wineland, che così poté lottare subito per un titolo: Wineland s'impose in maniera spettacolare, mettendo KO il proprio avversario con un calcio alla testa e divenendo il primo campione dei pesi gallo WEC.
Dieci mesi dopo Wineland fu chiamato a difendere il titolo contro il wrestler Chase Beebe: Wineland venne sconfitto ai punti per decisione unanime dei giudici di gara, perdendo quindi il titolo WEC.
Contemporaneamente continuò a lottare nelle organizzazioni dell'Indiana, e nel 2008 vinse il titolo dei pesi gallo Total Fight Challenge mettendo KO Jason Tabor durante la seconda ripresa.
Wineland tornò a lottare nella WEC il 5 aprile 2009, venendo sottomesso in poco più di un minuto dall'esperto di jiu jitsu brasiliano Rani Yahya.
Dopo quella sconfitta Wineland vide una propria rinascita, in quanto infilò una serie di importantissime e convincenti vittorie: sconfisse ai punti l'ex contendente al titolo Manny Tapia e il pericoloso George Roop, nonché ottenne due premi Knockout of the Night consecutivi per aver steso prima Will Campuzano e poi Ken Stone; a quel punto Wineland tornò ad essere uno dei pesi gallo più forti del panorama statunitense.

### Ultimate Fighting Championship
Nel 2011 l'UFC, lega che al tempo raccoglieva i migliori lottatori di ogni categoria di peso, rilevò la WEC e fuse i roster delle due organizzazioni, mettendo quindi sotto contratto anche Eddie Wineland.
La notorietà conquistata in precedenza gli permise di confrontarsi subito contro il fuoriclasse Urijah Faber, ex campione dei pesi piuma WEC, in una sfida che molto probabilmente avrebbe determinato il prossimo sfidante al titolo dei pesi gallo UFC detenuto dall'ex campione WEC Dominick Cruz: Wineland venne sconfitto per decisione unanime dei giudici di gara, i quali assegnarono 2 round su 3 a Faber.
A Wineland venne data un'altra possibilità di restare sul treno dei top 10 di categoria affrontando il quotato ex contendente al titolo WEC Joseph Benavidez: questa volta venne sconfitto in maniera più netta della precedente, in quanto i giudici di gara assegnarono tutti e tre i round all'avversario.
Nel 2012 Wineland avrebbe dovuto affrontare il piccolo e forte Demetrious Johnson, lottatore che era appena uscito sconfitto dalla sfida per il titolo contro Dominick Cruz, ma l'incontro saltò perché Johnson era in procinto di scendere nella categoria dei pesi mosca; Wineland venne successivamente abbinato a Johnny Bedford, ma proprio Wineland s'infortunò e non poté combattere.
Tornò nell'ottagono nel giugno di quell'anno per affrontare il top 10 ed ex contendente al titolo WEC Scott Jorgensen: Wineland tornò alla vittoria con un KO nella seconda ripresa che gli permise di riaffacciarsi nell'Olimpo dei pesi gallo.
In una sfida per un potenziale posto da contendente al titolo dei pesi gallo Wineland sconfisse il britannico dalle mani pesanti Brad Pickett, altro top 10 di categoria, imponendosi ai punti.
Wineland ottenne quindi la possibilità di sfidare il campione ad interim in carica Renan Barão con l'evento UFC 161: Barão vs. Wineland programmato in Canada per giugno 2013, ma il brasiliano diede forfait per infortunio e il match venne posticipato a settembre: Wineland venne messo KO nei primi secondi del secondo round per mezzo di uno spettacolare calcio girato al volto.
Torna alla vittoria nel gennaio 2014 con un KO ai danni di Yves Jabouin.
In maggio affronta il semisconosciuto e altamente sfavorito brasiliano Johnny Eduardo, il quale ricopre il ruolo di allenatore di muay thai nel team Nova União dei campioni José Aldo e Renan Barão: Wineland subì un clamoroso upset venendo steso durante la prima ripresa, e al termine del match riportò una frattura alla mascella, la seconda in carriera dopo che si ruppe tale osso nel 2004.
In quei mesi Wineland, il quale lavorava come pompiere a tempo pieno, meditò il ritiro dalle MMA. Ritornò a competere nell'ottagono a luglio del 2015, dove venne sconfitto da Bryan Caraway per decisione unanime.
A luglio del 2016 dovette affrontare Frankie Saenz. A quasi due minuti dall'inizio della terza ripresa, Wineland andò a segno con un potente gancio destro mandando al tappeto il suo avversario; quest'ultimo però riuscì momentaneamente a riprendersi dal colpo subito. Una volta ritornato in piedi, Saenz venne ripetutamente colpito da una serie velocissima di pugni che portarono l'arbitro a fermare il match, decretando così vincitore Eddie Wineland per KO tecnico. Con questa vittoria venne premiato con il riconoscimento Performance of the Night.
Il 17 dicembre affrontò Takeya Mizugaki all'evento UFC on Fox: VanZant vs. Waterson. Alla prima ripresa, Wineland riuscì ad andare a segno con due pugni ben piazzati, vincendo l'incontro per KO tecnico.

## Risultati nelle arti marziali miste
| Risultato | Record  | Avversario        | Metodo                             | Evento                                 | Data              | Round | Tempo | Città                     | Note                                        |
| --------- | ------- | ----------------- | ---------------------------------- | -------------------------------------- | ----------------- | ----- | ----- | ------------------------- | ------------------------------------------- |
| Sconfitta | 24-15-1 | John Castañeda    | KO tecnico (pugni)                 | UFC Fight Night: Blaydes vs. Lewis     | 20 febbraio 2021  | 1     | 4:44  | Las Vegas, Stati Uniti    |                                             |
| Sconfitta | 24-14-1 | Sean O'Malley     | KO (pugno)                         | UFC 250: Nunes vs. Spencer             | 6 giugno 2020     | 1     | 1:54  | Las Vegas, Stati Uniti    |                                             |
| Vittoria  | 24-13-1 | Grigory Popov     | KO Tecnico (pugni)                 | UFC 238: Cejudo vs. Moraes             | 8 Giugno 2019     | 2     | 4:47  | Chicago, Stati Uniti      |                                             |
| Sconfitta | 23-13-1 | Alejandro Pérez   | Decisione (unanime)                | UFC Fight Night: dos Santos vs. Ivanov | 14 Luglio 2018    | 3     | 5:00  | Boise, Stati Uniti        |                                             |
| Sconfitta | 23-12-1 | John Dodson       | Decisione (unanime)                | UFC Fight Night: Swanson vs. Lobov     | 22 Aprile 2017    | 3     | 5:00  | Nashville, Stati Uniti    |                                             |
| Vittoria  | 23-11-1 | Takeya Mizugaki   | KO Tecnico (pugni)                 | UFC on Fox: VanZant vs. Waterson       | 17 dicembre 2016  | 1     | 3:04  | Sacramento, Stati Uniti   |                                             |
| Vittoria  | 22-11-1 | Frankie Saenz     | KO Tecnico (pugni)                 | UFC on Fox: Holm vs. Shevchenko        | 23 luglio 2016    | 3     | 1:54  | Chicago, Stati Uniti      | Performance of the Night                    |
| Sconfitta | 21-11-1 | Bryan Caraway     | Decisione (unanime)                | UFC on Fox: Dillashaw vs. Barão 2      | 25 luglio 2015    | 3     | 5:00  | Chicago, Stati Uniti      |                                             |
| Sconfitta | 21-10-1 | Johnny Eduardo    | KO Tecnico (pugni)                 | UFC Fight Night: Brown vs. Silva       | 10 maggio 2014    | 1     | 4:37  | Cincinnati, Stati Uniti   |                                             |
| Vittoria  | 21-9-1  | Yves Jabouin      | KO Tecnico (pugni)                 | UFC on Fox: Henderson vs. Thomson      | 25 gennaio 2014   | 2     | 4:16  | Chicago, Stati Uniti      |                                             |
| Sconfitta | 20-9-1  | Renan Barão       | KO Tecnico (calcio girato e pugni) | UFC 165: Jones vs. Gustafsson          | 21 settembre 2013 | 2     | 0:35  | Toronto, Canada           | Per il titolo dei Pesi Gallo UFC ad Interim |
| Vittoria  | 20-8-1  | Brad Pickett      | Decisione (non unanime)            | UFC 155: Dos Santos vs. Velasquez II   | 29 dicembre 2012  | 3     | 5:00  | Las Vegas, Stati Uniti    |                                             |
| Vittoria  | 19–8-1  | Scott Jorgensen   | KO (pugni)                         | UFC on FX: Johnson vs. McCall          | 8 giugno 2012     | 2     | 4:10  | Sunrise, Stati Uniti      |                                             |
| Sconfitta | 18–8-1  | Joseph Benavidez  | Decisione (unanime)                | UFC Live: Hardy vs. Lytle              | 14 agosto 2011    | 3     | 5:00  | Milwaukee, Stati Uniti    |                                             |
| Sconfitta | 18–7-1  | Urijah Faber      | Decisione (unanime)                | UFC 128: Shogun vs. Jones              | 19 marzo 2011     | 3     | 5:00  | Newark, Stati Uniti       | Debutto in UFC                              |
| Vittoria  | 18–6-1  | Ken Stone         | KO (body slam)                     | WEC 53: Henderson vs. Pettis           | 16 dicembre 2010  | 1     | 2:11  | Glendale, Stati Uniti     |                                             |
| Vittoria  | 17–6-1  | Will Campuzano    | KO Tecnico (pugno al corpo)        | WEC 49: Varner vs. Shalorus            | 20 giugno 2010    | 2     | 4:44  | Edmonton, Canada          |                                             |
| Vittoria  | 16–6-1  | George Roop       | Decisione (unanime)                | WEC 46: Varner vs. Henderson           | 10 gennaio 2010   | 3     | 5:00  | Sacramento, Stati Uniti   |                                             |
| Vittoria  | 15–6-1  | Manny Tapia       | Decisione (unanime)                | WEC 43: Cerrone vs. Henderson          | 10 ottobre 2009   | 3     | 5:00  | San Antonio, Stati Uniti  |                                             |
| Sconfitta | 14–6-1  | Rani Yahya        | Sottomissione (rear naked choke)   | WEC 40: Torres vs. Mizugaki            | 5 aprile 2009     | 1     | 1:07  | Chicago, Stati Uniti      |                                             |
| Vittoria  | 14–5-1  | Wade Choate       | Sottomissione (colpi)              | C3: Domination                         | 22 novembre 2008  | 1     | 2:29  | Hammond, Stati Uniti      |                                             |
| Vittoria  | 13–5-1  | Jason Tabor       | KO (pugni)                         | Total Fight Challenge 11               | 19 febbraio 2008  | 2     | 4:42  | Hammond, Stati Uniti      | Vince il titolo dei Pesi Gallo TFC          |
| Sconfitta | 12–5-1  | Chase Beebe       | Decisione (unanime)                | WEC 26: Condit vs. Alessio             | 24 marzo 2007     | 5     | 5:00  | Las Vegas, Stati Uniti    | Perde il titolo dei Pesi Gallo WEC          |
| Vittoria  | 12–4-1  | Dan Swift         | Decisione (unanime)                | Total Fight Challenge 7                | 10 febbraio 2007  | 2     | 5:00  | Hammond, Stati Uniti      |                                             |
| Vittoria  | 11–4-1  | Antonio Banuelos  | KO (calcio alla testa e pugni)     | WEC 20: Cinco de Mayhem                | 5 maggio 2006     | 1     | 2:36  | Lemoore, Stati Uniti      | Vince il titolo dei Pesi Gallo WEC          |
| Vittoria  | 10–4-1  | Kurt Deeron       | KO Tecnico                         | Duneland Classic 3                     | 25 marzo 2006     | 2     | 2:26  | Portage, Stati Uniti      |                                             |
| Vittoria  | 9–4-1   | Tim Norman        | Sottomissione (rear naked choke)   | Total Fight Challenge 5                | 18 febbraio 2006  | 1     | 2:40  | Hammond, Stati Uniti      |                                             |
| Vittoria  | 8–4-1   | Justin Hamm       | KO Tecnico                         | ECF: Beatdown At The Fairgrounds 5     | 11 febbraio 2006  | 2     | 4:55  | Indianapolis, Stati Uniti |                                             |
| Vittoria  | 7–4-1   | Christian Nielson | -                                  | Courage Fighting Championships 4       | 7 gennaio 2006    | -     | -     | Lincoln, Stati Uniti      |                                             |
| Vittoria  | 6–4-1   | John Hosman       | Sottomissione (rear naked choke)   | IHC 9: Purgatory                       | 19 novembre 2005  | 1     | 3:18  | Hammond, Stati Uniti      |                                             |
| Vittoria  | 5–4-1   | Steve Hallock     | KO Tecnico (pugni)                 | Total Fight Challenge 4                | 17 settembre 2005 | 2     | 4:40  | Hammond, Stati Uniti      | Debutto in TFC                              |
| Vittoria  | 4–4-1   | Chad Washburn     | Sottomissione (strangolamento)     | Duneland Classic 2                     | 6 agosto 2005     | 2     | -     | Portage, Stati Uniti      |                                             |
| Sconfitta | 3-4-1   | Brandon Carlson   | KO Tecnico (infortunio)            | XKK: Xtreme Cage Combat                | 23 ottobre 2004   | -     | -     | Curtiss, Stati Uniti      |                                             |
| Sconfitta | 3-3-1   | Jim Bruketta      | Sottomissione (rear naked choke)   | Total Martial Arts Challenge 2         | 28 agosto 2004    | 1     | -     | Hammond, Stati Uniti      |                                             |
| Vittoria  | 3–2-1   | Tim Panicucci     | KO Tecnico (pugni)                 | Freestyle Combat Challenge 14          | 6 marzo 2004      | 1     | 4:56  | Racine, Stati Uniti       |                                             |
| Vittoria  | 2–2-1   | Omar Choudhury    | KO (ginocchiata)                   | Freestyle Combat Challenge 13          | 17 gennaio 2004   | 2     | 2:25  | Racine, Stati Uniti       |                                             |
| Sconfitta | 1-2-1   | Stonnie Dennis    | Sottomissione (heel hook)          | HOOKnSHOOT                             | 13 settembre 2003 | 1     | 1:53  | Evansville, Stati Uniti   |                                             |
| Sconfitta | 1-1-1   | Mustafa Hussaini  | Sottomissione (armbar)             | Extreme Challenge 51                   | 2 agosto 2003     | 2     | 1:21  | St. Charles, Stati Uniti  |                                             |
| Parità    | 1–0-1   | Mustafa Hussaini  | Parità                             | Shooto: Midwest Fighting               | 21 maggio 2003    | 2     | 5:00  | Hammond, Stati Uniti      |                                             |
| Vittoria  | 1–0     | Joel Cleverly     | Sottomissione                      | Maximum Combat 6                       | 12 aprile 2003    | 1     | 3:10  | Fort Wayne, Stati Uniti   |                                             |